# Spilonota allodapa
Spilonota allodapa är en fjärilsart som beskrevs av Diakonoff 1953. Spilonota allodapa ingår i släktet Spilonota och familjen vecklare. Inga underarter finns listade i Catalogue of Life.